# Un, deux, trois, séries
Un, deux, trois, séries (typographié « 1, 2, 3 Séries ») est un bloc de programmes diffusé du 4 juillet 1997 à 2000 sur TF1, inspiré par le format américain Thrillogy diffusé sur NBC.

## Séries diffusées
- Walker, Texas Ranger
- Les Dessous de Palm Beach
- High Secret City,
la Ville du grand secret
- V.I.P.
- Medicopter
- L.A. docs